# Parcele Rębków
Parcele Rębków (do 31 grudnia 2016 Parcele-Rębków) – wieś sołecka w Polsce położona w województwie mazowieckim, w powiecie garwolińskim, w gminie Garwolin.
| SIMC    | Nazwa    | Rodzaj    |
| ------- | -------- | --------- |
| 0671102 | Pieńki   | część wsi |
| 0671119 | Żwirówka | część wsi |

W latach 1975−1998 miejscowość administracyjnie należała do województwa siedleckiego.
Wierni Kościoła rzymskokatolickiego należą do parafii Matki Bożej Szkaplerznej w Górkach.

## Historia
Ta część Rębkowa, która dziś zwana jest Parcelami, przez ponad 400 lat nie była zamieszkana, a łąki i pola na których dziś są domy zwano "Zakrupiem" czyli za młynem Krupy. Matys Krupa pobudował młyn (był to drugi, mniejszy młyn w Rębkowie) w 1614 roku. Parcele dzisiejszy kształt zabudowy i podziału uzyskały między 1919 a 1921 rokiem. Wtedy właśnie dzięki reformie rolnej przydzielono tam ziemie kilkunastu rodzinom. Część Parceli w kierunku Wilkowyi nazywa się "Pieńki" ze względu na to, że po wykarczowanym lesie jeszcze przez wiele lat wyorywano z ziemi "pieńki". Jeszcze do 1939 roku Parcelami zwano też tereny między Starym Rębkowem, rzeką Wilgą a Borkami (Rębków Borki).